# Dipteryx alata
Espèce
Statut de conservation UICN

 VU A1cd : Vulnérable
Dipteryx alata est une espèce de plantes à fleurs dicotylédones de la famille des Fabaceae, sous-famille des Faboideae. C'est un arbre originaire d'Amérique du Sud.

## Description

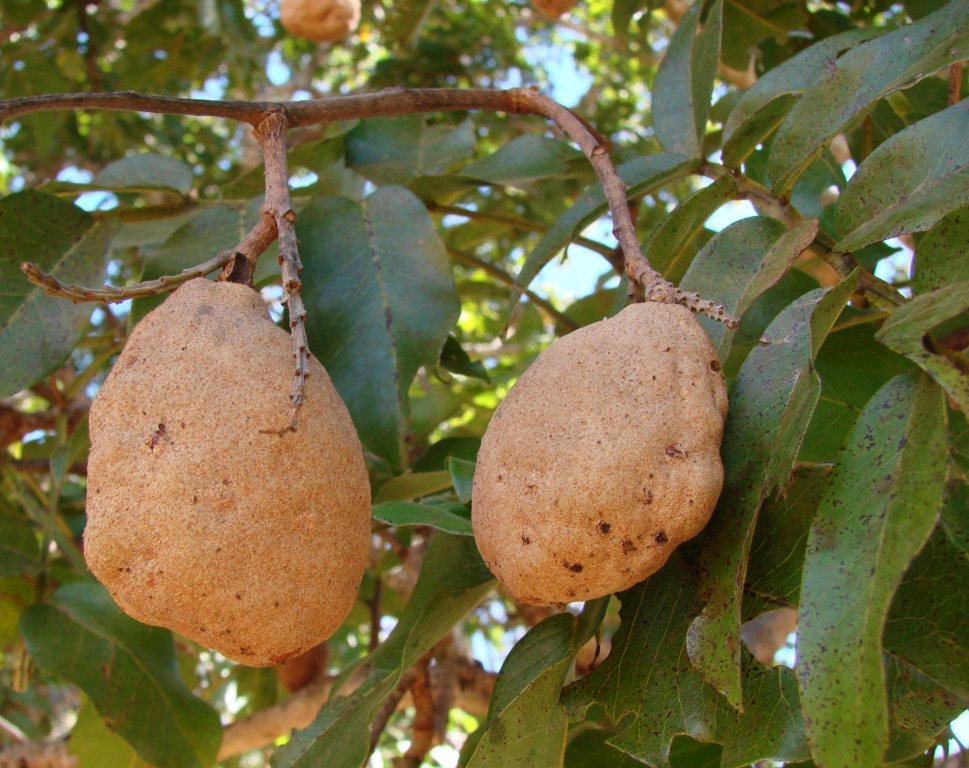
Fruits.

C'est un arbre pouvant atteindre 25 m de haut, pour un diamètre de tronc de 70 cm.
Le houppier est dense et de forme arrondie. Les feuilles sont composées pennées, comptant de 6 à 12 folioles d'un vert intense. Les fleurs, petites et groupées en épi, sont blanchâtres. Elles sont visibles d'octobre à janvier. Le bois est lourd et très résistant.
Le fruit  est une drupe ovoïde, légèrement aplatie et de couleur brune, d'environ 7 cm de long, à la pulpe odorante qui est consommée par le bétail et les animaux sauvages. Il contient seule graine (amande), elle aussi comestible et dont le goût évoque la cacahuète. On lui attribue localement des vertus aphrodisiaques.
L'espèce, caractéristique de la végétation du cerrado brésilien, est menacée d'extinction. 

## Synonymes
Selon The Plant List (30 novembre 2018)  : 
- Coumarouna alata (Vogel) Taub.
- Cumaruna alata (Vogel) Kuntze
- Dipteryx pteropus Mart.